# Tesi del port de Pals

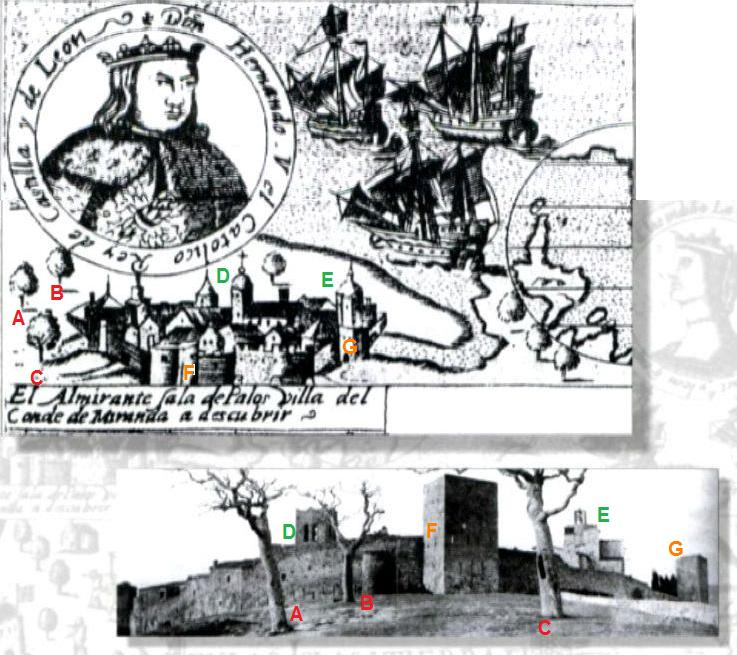
Fragment de la coberta del llibre Historia general de los hechos de los castellanos (1601), utilitzada per Jordi Bilbeny per defensar la Tesi de Pals

La tesi del port de Pals és la hipòtesi que investigadors i historiadors catalans defensen en contra de la història majoritàriament acceptada, afirmant que Cristòfol Colom, en el seu primer viatge, no va sortir de Palos de la Frontera, sinó de l'antic port de Pals de l'Empordà, avui desaparegut. La tesi ha estat rebutjada per alguns historiadors del Centre d'Estudis Colombins.

## Principals defensors de la tesi

### Núria Coll

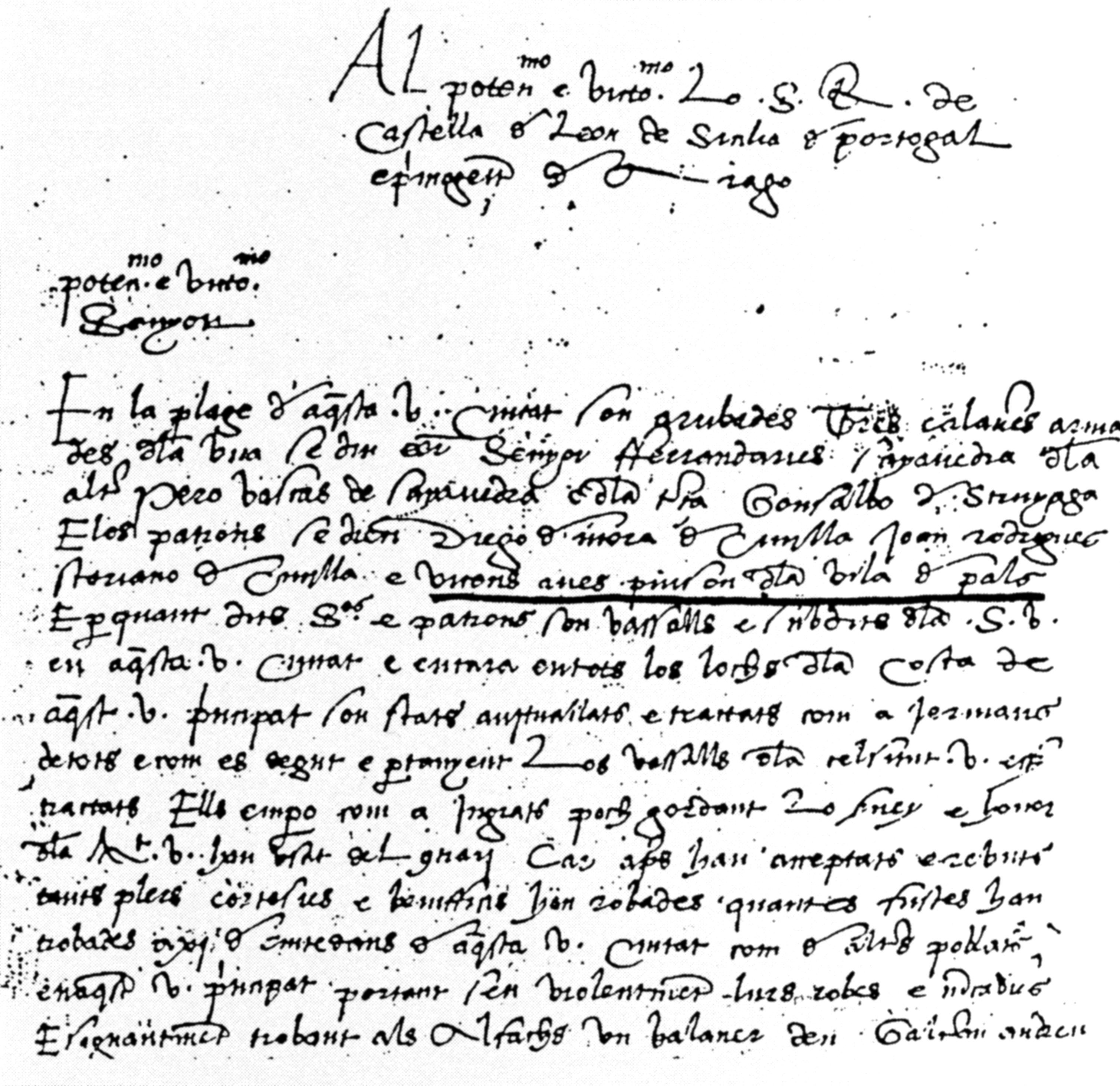
Carta dels Consellers de Barcelona al rei Ferran, denunciant un robatori de Vicens Anes Pinçon de la Vila de Pals.

La historiadora barcelonina Núria Coll i Julià l'any 1950 trobà a l'Arxiu de la Corona d'Aragó una carta escrita pels Consellers de Barcelona a Ferran el Catòlic, aleshores rei de Castella i hereu de la Corona d'Aragó, en la qual l'informen d'un robatori al port de Barcelona per part d'un tal Vicens Anes Pinçon, de la vila de Pals.
| « | Al potentíssimo y virtuosíssimo lo senyor Rey de Castella, de León, de Sicilia, de Portogal e Primogènit d'Aragó. Potentíssimo e virtuosíssimo Senyor: en la plage de aquesta vostra ciutat són arribades tres caraveles armades; de la una diu ésser senyor Ferrand Anes Sayavedra, de la altre Pero Vascas de Sayavedra e de la terça Gonsalbo de Struyaga, e los patrons se dien Diego de Mora, de Civilla, Joan Rodrigues Storiano, de Civilla, e Vicens Anes Pinson, de la vila de Pals. E per quant dits senyors e patrons són vassalls e súbdits de la Serenitat Vostra, en aquesta vostra ciutat e encara en tots los lochs de la costa de aquest vostre Principat són stats avituallats e tractats com a jermans..... ......han robades quantas fustes han trobades,.........portant-se'n violentment lurs robes e mercaderies, e signantment, trobant als Alfachs un balener d'en Galceran Andreu, per força li han levades e robades vint sachas de lanes e una bala de flassades qui sus dit balener eren carregades del honorable En Mateu Capell, mecader d'aquesta vostra ciutat, home molt virtuós........ De la sereníssima Senyoria Vostra humils servidors, los conselles de Barchinona | » |
| — Lloc i data: Barcelona, 1 de març del 1477 - Hispania X (1950) Pàg. 596 (Revista española de historia) AHCB, Letres Closes, 1477-1479,17 v. | |   |

### Teresa Baqué
L'any 1987, la historiadora Teresa Baqué, aleshores membre del Centre d'Estudis Colombins, presentà una ponència al «V Col·loqui d'Estudis Americans de Nord-amèrica» on digué que Palos de la Frontera s'havia d'identificar amb Pals de l'Empordà, i que el port de sortida de l'expedició del Descobriment era l'antic port de Pals. Posteriorment altres autors i investigadors com Jordi Bilbeny s'han fet ressò d'aquesta tesi.

### Jordi Bilbeny

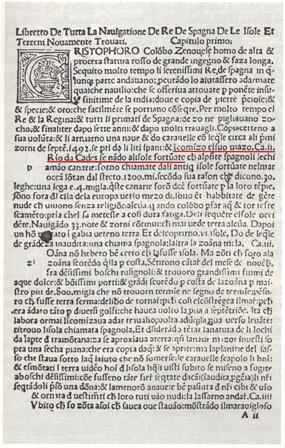
Plana del Libreto de Tutta La Navigatione de Re De Spagna (1504), primer text editat a Itàlia sobre el descobriment del Nou Món, segons el qual el port de partida no és Palos, sinó el «riu de Cadis».

Jordi Bilbeny passa a ser el defensor i divulgador més conegut d'aquesta tesi. Ho acaba considerant un cas de censura, i afirma que és un cas d'ocultació i «apropiació» de la verdadera identitat —en aquest cas d'un port—, aprofitant les semblances dels noms de les viles de "Pals" i "Palos". Pals seria la vila de què ens parlen en els texts de l'època, i on residirien els germans Pinzón. Segons en Bilbeny, els Pinzón foren cavallers portuguesos arribats a Catalunya durant la Guerra Civil catalana amb Pere el Conestable de Portugal i al servei de la Generalitat de Catalunya. Aquesta afirmació ha estat molt contestada pels membres del Centre d'Estudis Colombins, en repetits articles amb documents on els Pinzon són citats com a súbdits de Castella.
La hipòtesi de Jordi Bilbeny inclou la substitució de Palos de Monguer per la vila empordanesa de Pals com a port de partida de l'expedició. A la documentació històrica hi consta que la vila d'on van sortir les naus, estava fortificada. Per Bilbeny ni Moguer ni Palos de la Frontera no han tingut mai port de mar, ni han estat fortificats, ni tan sols tenien la categoria de vila. En canvi els gravats de l'època que mostren la sortida de les naus mostren un poble que té una semblança amb el perfil actual de Pals. Bilbeny contraposa la prosperitat del Pals de l'època, vila amb castell i palau comtal, residència de comtesses i princeses i port de gran activitat comercial, amb Palos i Moguer, llogarets rurals i amb prou feines desenvolupats al segle XV
Els documents històrics es contradiuen en donar diferents llocs de sortida del primer viatge de Colom; Cadis, Sevilla, Palos o Saltes. Bilbeny creu que aquestes contradiccions són la prova que els documents han estat retocats pels censors de la corona. A més Bilbeny aporta a la tesi, dos nous documents:
- El llibre De Academia et Doctis Viris Hispaniae escrit l'any 1553 per Alfonso García Matamoros que narra el primer viatge d'en Colom, i referent al seu trajecte diu: «Un cop guanyades les Columnes d'Hèrcules, pel mar anomenant Oceà Atlàntic i Gran, naveguen feliçment per les Antípodes». Pels antics navegants, les columnes d'Hércules era l'actual estret de Gibraltar.

- Mapa de Piri Reis (1513), el mateix Piri Reis recull el testimoni d'un mariner que havia anat en tres dels quatre primers viatges colombins: «Vam arribar, primer, a l'Estret de Ceuta i, després, havent recorregut quatre mil milles...».[7] És a dir, segons aquestes dues fonts, creuaren l'estret de Gibraltar, la qual cosa seria factible sols si venien de Pals.

A més Bilbeny exposa 37 raons que donen suport a Pals com a port de sortida del primer viatge de Colom.

## Germans Yanes Pinçon
Alice Bache Gould (1868-1953) qui fou una matemàtica americana i historiadora ens diu que “diversos llibres de noblesa ofereixen paràgrafs sobre l'antiga família Pinçon, fent-la originària a vegades d'Aragó i a vegades de la Muntanya”. Més endavant, la mateixa autora ens diu: “en aquesta vila [Palos] es trobaven els germans descobridors [els Yàñez Pinçon] de les Indies Occidentals, naturals d'ella [de la vila] i originaris de les Muntanyes de Jaca, Regne d´Aragó”.
Al seu Diario historico, politico-canonico y moral, José Álvarez de la Fuente, (Manuel de Viergol, Madrid - 1733), a la pag. 217 diu textualment: "...con dos pilotos, ambos hermanos, Catalanes, llamados Martin Pinzón, y Alonso Pinzón ; y con ciento y veinte hombres de Compañía, descubrieron las Islas Lucaias en las Indias..."

## Fra Juan Perez
La història oficial ens diu que Colom va anar a trobar un tal Fra Juan Perez porter al Monestir de La Rábida als afores de Palos. Els defensors de la Tesi de Pals interpreten que aquest Juan Perez no és altre que Mossèn Johan Pere que va editar el 1489 unes Taules astronòmiques en llengua catalana. Els Pere dits també Peres eren els senyors i propietaris del Castell de Sant Miquel als afores de Pals. Segons Jordi Bilbeny els censors de la Corona de Castella van canviar el nom i el lloc d'aquest personatge.

## Port de Pals
Malgrat que actualment Pals no té port, la investigadora Eva Sans va trobar a l'Arxiu de la Corona d'Aragó un albarà amb un segell, sigil·logràfic de la cort de la Batllia del Castell de Pals datat a 29 de juliol de 1406 a on fa referència a un patró de llagut, de Palamós, el qual hauria carregat "al Port de Pals" una mercaderia. Segons Eva Sans, aquesta troballa no prova que Colom sortís del port de Pals però sí que demostra que Pals tenia port a principis del segle xv.
El 1827 Sebastián de Miñano y Bedoya,Tomás López de Vargas Machuca al seu "Diccionario geografico-estadistico de España y Portugal" diuen del port de Pals:
" ..ALS, V. R. de España, provincia de Cataluña, corregimiento y obispado de Gerona* A. O., 300 vecinos, 1,500 habitantes, una • parroquia, un hospital. Situada en una pe- queña altura, a una legua del mar por la parte del E., y la rodea una dilatada cam- piña: este puerto no está habilitado.."
Alexandre de Laborde el 1834 al seu Itinéraire descriptif de l'Espagne va escriure textualment: "..A l'embocadura comença la platja de Palz, que s'estén la distància d'una llegua, i al final de la platja hi ha la torre del mateix nom, que protegeix un petit port anomenat "de Riera". En aquest punt la costa comença a pujar fins al port de Palamós a dues llegües i mitja.."

## Rebuig documental i tècnic
La tesi del port de Pals ha estat rebutjada per Francesc Albardaner, Nito Verdera, Miquel Manubens i altres historiadors del Centre d'Estudis Colombins. Les distàncies recorregudes i diversa documentació confirmarien que l'expedició va salpar de Palos de la Frontera (Huelva), d'on (suposadament) eren naturals els germans Pinzón.
L'activitat portuària de Palos de la Frontera va quedar demostrada, tant per les prospeccions geofísiques realitzades a l'antic Port de Palos per l'Escola Tècnica Superior d'Enginyers de Mines de Madrid, entre 1989 i 1990, com per l'estudi publicat per la Universitat de Huelva sobre l'antic castell i port de Palos de la Frontera. L'historiador Julio Izquierdo Labrado va publicar, en una de les seves obres, alguns dels resultats de l'estudi, a més de les seves investigacions sobre el port de Palos de la Frontera.
També la difunta duquessa de Medina-Sidònia, Luisa Isabel Álvarez de Toledo y Maura, conservadora de l'arxiu de Medina Sidonia, indica que l'elecció de Palos de la Frontera no va ser casual, sinó que es deu a la seva antiga tradició marítima i a les qualitats dels mariners de Palos, que tants serveis havien fet a la corona durant la Segona Guerra de Successió castellana.

## Port de sortida, segons els documents antics
Tot i que avui dia està majoritàriament acceptat Palos de la Frontera com a port de sortida de l'expedició de Colom del 1492, en els documents de l'època hi ha moltes contradiccions sobre el lloc d'on va sortir Colom.

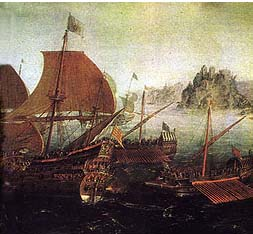
Quadre representant les naus de Colom sortint del port de Palos, a on es poden veure galeres onejant senyeres catalanes i un castell al fons.

Port de sortida, segons els documents antics
- Bartolomé de las Casas diu que sorti del port i barra que es diu de Saltes,[21] perquè així es diu aquell riu de Palos.
- Segons Fernández de Oviedo (1557) Colom salpa del port de Palos pel riu de Saltes.
- Per Fernando Colón en la seva Història de l'Almirant, Colom sortí de Palos.[22]
- Andreu Bosch en el seu Sumari editat a Perpinyà el 1628, Colom sortí de Palos de Moguer, però la considera una gesta catalana,.[23][24]
- En el llibre Anales de Cataluña (1709) de Narcís Feliu de la Penya, Colom partí de Barcelona.
- Altres cròniques[cal citació] parlen del rio de Cádiz[cal citació], el puerto de Sevilla[cal citació], el rio Guadalete[cal citació], las Canarias[cal citació] o les costes d'Espanya.

Cal apuntar que mai ha existit un poble anomenat Palos de Moguer, és un error històric dels primers cronistes d'índies, tant Antonio Rumeu de Armas com Julio Izquierdo Labrado (historiador natural de San Juan de Aznalfarache, que va ser treballador de l'ajuntament de Palos de la Frontera) ho afirmen. Palos i Moguer han estat sempre dos pobles separats.